# Ulak Pianggu
Ulak Pianggu is een bestuurslaag in het regentschap Ogan Komering Ilir van de provincie Zuid-Sumatra, Indonesië. Ulak Pianggu telt 958 inwoners (volkstelling 2010).